# Vieillevigne (Alto Garona)
Vieillevigne é uma comuna francesa na região administrativa da Occitânia, no departamento do Alto Garona. Estende-se por uma área de 3.14 km², com 345 habitantes, segundo o censo de 2018, com uma densidade de 110 hab/km².